# Guiglo
Guiglo es un departamento de la región de Cavally, Costa de Marfil. En mayo de 2014 tenía una población censada de 176 688 habitantes.
Se encuentra ubicado al suroeste del país, cerca de la frontera con Liberia y del río Sassandra.